# فرد باک
فرد باک (انگلیسی: Fred Buck; ۲ نوامبر ۱۸۷۹ – ۵ ژوئن ۱۹۵۲) بازیکن فوتبال اهل بریتانیا بود.
از باشگاه‌هایی که در آن بازی کرده‌است می‌توان به باشگاه فوتبال استافورد رانجرز، باشگاه فوتبال پلیموث آرگیل، باشگاه فوتبال سوانزی سیتی، باشگاه فوتبال وست برومویچ آلبیون، باشگاه فوتبال لیورپول، و باشگاه فوتبال وست برومویچ آلبیون اشاره کرد.